# Winchester & District Saturday Football League
Winchester & District Saturday Football League var en engelsk fotbollsliga. Den hade en division som låg på nivå 14 i det engelska ligasystemet.
Ligan var en matarliga till Hampshire League.
Ligan lades ned efter säsongen 2009/10 på grund av för få klubbar.